# Tiqqun
Pour l’article ayant un titre homophone, voir Tikkoun olam.
Cet article possède un paronyme, voir Tycoon.

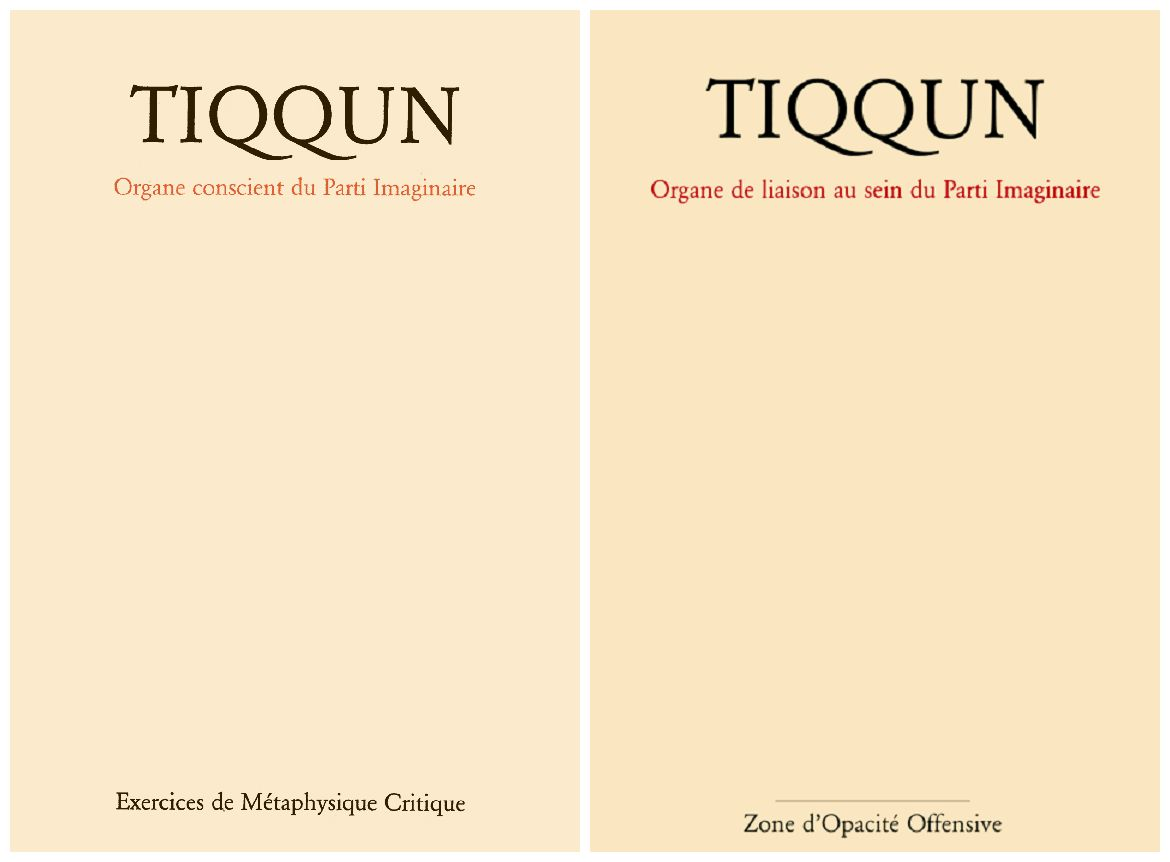
Les premières de couverture de la revue Tiqqun.

Tiqqun est le nom d'une revue philosophique appelliste franco-italienne de critique sociale, fondée en 1999 affichant pour but de « recréer les conditions d’une autre communauté ». Le collectif à l'origine de sa création s'est constitué à Paris en marge de « l'assemblée de Jussieu » lors du mouvement des chômeurs de 1998.
Après sa seconde et dernière publication en septembre 2001 et la dispersion de ses membres, Tiqqun est devenu un courant de pensée ayant inspiré plusieurs ouvrages. La revue a été l'objet d'un certain intérêt dans les médias en novembre 2008 après l'arrestation de Julien Coupat qui avait été un des membres de son comité de rédaction.
Le Tiqqun est aussi un concept philosophique, éponyme de la revue dans laquelle il a été développé.
Tiqqun est également le nom sous lequel ont été publiés plusieurs livres reprenant des textes de la revue, pour désigner, si ce n'est leur auteur collectif, du moins « un point de l'esprit d'où ces écrits émanent ».
Mehdi Belhaj Kacem, qui a très brièvement fréquenté ses animateurs, a prétendu dans un entretien que la revue se serait dissoute à Venise en 2001 à la suite des attentats du 11 septembre. Aucun texte ou autre témoignage ultérieur ne vient cependant corroborer cette affirmation.

## Origine et utilisation du nom
Le nom de la revue vient de la grande importance que les rédacteurs accordent au concept philosophique de Tiqqun. C'est la transcription francisée du terme d'origine hébraïque Tikkoun olam, un concept issu du judaïsme souvent employé dans la tradition kabalistique et messianique, qui signifie tout à la fois réparation, restitution et rédemption, et qui recouvre en grande partie, et entre autres, la conception juive de la justice sociale.
Au-delà de ces deux éléments, le terme Tiqqun est aussi employé, notamment dans l'expression « les Tiqqun, », pour désigner le comité de rédaction ou un groupe plus vaste, voire l'ensemble des personnes partageant les convictions dont la lecture de la revue serait à l'origine. Tiqqun rejette cependant catégoriquement cette utilisation,.

## Appartenances et filiations
Tiqqun, par son style poétique et son engagement politique radical, s'apparente aux théories situationnistes et à certains courants nés de l'Autonomie.
Tiqqun s'est diffusée et est relativement acceptée dans le milieu philosophique radical, les milieux situationnistes ou post-situationnistes, dans l'ultra-gauche, les mouvances squat et autonome, ainsi que chez une partie des anarchistes.
Tiqqun, dont le nom même évoque une dimension spirituelle, développe parfois une ligne « métaphysique critique » déroutante pour les habitués d'une rhétorique strictement matérialiste et athée[réf. souhaitée].
Dans une démarche théoricienne expérimentale se référant à différentes traditions révolutionnaires ou seulement critiques,Tiqqun a puisé son inspiration et ses réflexions dans les travaux de théoriciens ou de philosophes aussi divers et contradictoires que Guy Debord, Michel Foucault, Gilles Deleuze, Félix Guattari, Martin Heidegger, Walter Benjamin ou Baruch Spinoza, entre autres. À partir des années 2000, la revue a profondément influencé les réflexions politiques du philologue italien Giorgio Agamben, lequel s'est quelquefois vu, à tort, attribuer une autorité occulte sur ses rédacteurs.
Aucun article de Tiqqun n'est signé, néanmoins il existe un comité de rédaction qui n'est pas anonyme, puisqu'il est composé (pour Tiqqun n°1 en tout cas) de Julien Boudart, Fulvia Carnevale, Julien Coupat, Junius Frey (clairement un pseudonyme), Joël Gayraud, Stephan Hottner et Remy Ricordeau.

## Publications en français
Seuls deux volumes de la revue ont paru, sans numérotation.
- Tiqqun, Organe conscient du Parti Imaginaire - Exercices de Métaphysique Critique (dit « Tiqqun 1 »), 162 pages, auto-édition, 1999[10],[11]
- Tiqqun, Organe de liaison au sein du Parti Imaginaire - Zone d'Opacité Offensive (dit « Tiqqun 2 »), 292 pages, Les Belles-Lettres, 2001  (ISBN 2-91337-211-2)[12].

Depuis, plusieurs articles, puis l'intégralité, de ces deux volumes ont été publiés en ligne. Parallèlement, certains textes ont été repris en livres chez divers éditeurs.
- Hommes-Machines, mode d’emploi, éditions Michel Baverey, direction Grégoire Robinne, 1999  (ISBN 2-91268-817-5).
- Premiers matériaux pour une théorie de la Jeune-Fille, Mille et Une Nuits, 2001  (ISBN 2-84205-590-X)[7],[15].
- Théorie du Bloom[16], éditions La Fabrique, 2004  (ISBN 2-91337-239-2).
- Premiers matériaux pour une théorie de la Jeune-Fille, éditions VLCP, 2006  (ISBN 2-91670-101-X).
- Introduction à la guerre civile, éditions VLCP, 2006  (ISBN 2-91670-100-1).
- Ceci n'est pas un programme, éditions VLCP, 2006  (ISBN 2-91670-102-8).
- Contributions à la guerre en cours[17], éditions La Fabrique, 2009  (ISBN 9782913372931).
- Tout a failli, vive le communisme !, éditions La Fabrique, 2009  (ISBN 9782913372993).

La parution erratique de la revue, qui la laisse croire défunte, n'est peut-être qu'une apparence.

## Traductions
Plusieurs des textes de la revue ont fait l'objet de traductions parues en ligne,. Certaines ont été publiées en livres dans divers pays.
- En italien
  - Elementi per una teoria della Jeune-Fille, éditions Bollati Boringhieri, 164 pages, 2003  (ISBN 8-83391-476-3).
  - La comunità terribile : sulla miseria dell'ambiente sovversivo, éditions DeriveApprodi, 165 pages, 2003  (ISBN 8-88742-395-4).
  - Teoria del Bloom, éditions Bollati Boringhieri, 138 pages, 2004  (ISBN 8-83391-537-9).
- En allemand
  - Theorie vom Bloom, éditions Diaphanes, 114 pages, 2003  (ISBN 978-3-93530-032-2).
  - Kybernetik und Revolte, éditions Diaphanes, 128 pages, 2007  (ISBN 978-3-03734-002-8).
- En espagnol
  - Teoria del Bloom, éditions melusina[sic], 143 pages, 2008  (ISBN 8-49342-140-5).
  - Introducción a la guerra civil, éditions melusina[sic], 115 pages, 2008  (ISBN 978-8-49661-448-2).
- En portugais
  - A comunidade terrivel: da miséria nos ambientes subversivos, Edições antipáticas, 123 pages, 2005.
- En russe
  - Теория девушки, éditions Hylaea, 130 pages, 2014.
  - Предварительные материалы к Теории Девушки, éditions Hylaea, 128 pages, 2022.
  - Теория Блума, éditions Hylaea, 128 pages, 2022.
  - Введение в гражданскую войну, éditions Hylaea, 152 pages, 2022.
  - Тезисы о Bоображаемой партии, éditions Hylaea, 80 pages, 2022.
  - Об экономике как чёрной магии, éditions Hylaea, 104 pages, 2022.
  - Кибернетическая гипотеза, éditions Hylaea, 160 pages, 2022.
- En tchèque 
  - Podklady pro teorii dívky. Display, 149 stran, 2019. (Trans. Sára Vybíralová)  (ISBN 978-80-906381-5-0)
- En anglais
  - Introduction to Civil War, éditions Semiotext(e), 232 pages, 2010.
  - This is not a Program, éditions Semiotext(e), 216 pages, 2011.
  - Preliminary Materials for a Theory of the Young-Girl, éditions Semiotext(e), 144 pages, 2012.

## Un courant de pensée
Après 2001, le courant de pensée se reconnaissant dans les thèses de Tiqqun a publié plusieurs ouvrages :
- Appel, 2003.
- La Fête est finie, Lille, 2005 : critique de l'opération "Lille 2004 - capitale européenne de la culture".
- Comité invisible, L'Insurrection qui vient, La Fabrique, 2007.
- Marcello Tarì, Autonomie ! Italie, les années 1970, La Fabrique, 2011.
- Comité invisible, À nos amis, La Fabrique, 2014.
- Comité invisible, Maintenant, La Fabrique, 2017.

Les tiqquniens forment une tendance dans le mouvement autonome et sont notamment présents dans le mouvement des squats. À Paris, le local de Tiqqun de la rue Saint-Ambroise est un lieu de réunion pour de nombreux groupes du mouvement étudiant. Il accueille une bibliothèque, des projections, et des débats. C'est également un endroit où les militants peuvent photocopier gratuitement leurs tracts, leurs journaux, leurs brochures, ou de vieilles revues révolutionnaires des années 70 retrouvées dans la bibliothèque. Les tiqquniens participent notamment au mouvement antisécuritaire sur l'université de Nanterre de 2002 à 2004, puis à l'occupation de la Sorbonne et de l'EHESS en 2006 durant le mouvement anti-CPE. Le local de Saint-Ambroise ferme en 2008.
À partir de 2003, l'esprit de Tiqqun se diffuse également sur le Plateau de Millevaches, dans le Limousin, après l'installation de Julien Coupat à Tarnac. Une expérience autogestionnaire s'y dessine autour de la ferme du Goutailloux et d'une épicerie associative. Ce mouvement rural qui renoue avec la tradition communiste locale est rejoint par Serge Quadruppani, qui se présente en 2014 aux élections municipales à Eymoutiers. La même année, Benjamin Rosoux et Manon Gilbert, autres inculpés dans l'affaire dite "de Tarnac" sont élus au conseil municipal de Tarnac.
Dans les années 2010, les tiqquniens, autrement appelés "appelistes" en référence à l'Appel publié en 2003, sont également présents dans le mouvement zadiste, à Notre-dame-des-Landes, entre autres, lors de l'opposition à la construction d'un nouvel aéroport, et dans de nombreuses manifestations, notamment en 2016 à Nuit debout et dans le mouvement contre la loi-travail en 2017.
Parce qu'il prône l'anonymat, l'invisibilité et l'horizontalité, ce courant de pensée n'a ainsi permis l'émergence d'aucun représentant médiatique identifiable. Dans le mouvement autonome, les tiqquniens s'opposent d'autre part au dogmatisme, au sectarisme et à l'autoritarisme du courant communisateur pour parier sur un mouvement révolutionnaire résolument moderne, spontanéiste, libertaire et populaire. Aussi, être tiqqunien consiste à vouloir renouer avec l'esprit de la Commune et proposer la réalisation immédiate du communisme. Dans cet esprit, beaucoup de ceux qui se réfèrent à ce courant de pensée ont ainsi activement participé au mouvement des Gilets jaunes à la fin de la décennie 2010[réf. nécessaire].